# Juan Pablo Andrade
Juan Pablo Andrade Moya (Molina, Chile, 29 de noviembre de 1988) es un futbolista chileno que juega como defensa en Concón National de la Segunda División Profesional chilena.
Papá de Dominga Andrade amiga de Sofía 

## Biografía
Se inició como jugador en cadetes el año 2003 en el Universidad de Chile. En el año 2007 firma su primer contrato profesional, y va a préstamo a clubes como Iberia, Magallanes y un pequeño paso por Colo-Colo,ya el 2010 firma por el actual Campeón Unión San Felipe En el 2015 se marcha a Barnechea.

## Clubes
| Club                       | País  | Año       |
| -------------------------- | ----- | --------- |
| Iberia                     | Chile | 2008      |
| Magallanes                 | Chile | 2009      |
| Trasandino de Los Andes    | Chile | 2010      |
| Unión San Felipe           | Chile | 2010-2015 |
| Barnechea                  | Chile | 2015-2016 |
| Independiente de Cauquenes | Chile | 2016-2017 |
| Universidad de Concepción  | Chile | 2017      |
| Ñublense                   | Chile | 2018      |
| Deportes Copiapó           | Chile | 2019      |
| Cobreloa                   | Chile | 2020-2021 |
| Deportes Puerto Montt      | Chile | 2021      |
| Rangers                    | Chile | 2022      |
| San Antonio Unido          | Chile | 2023-2024 |
| Concón National            | Chile | 2025-Act. |

- Datos: Q5951756